# Parastenocaris diversitatis
Parastenocaris diversitatis is een eenoogkreeftjessoort uit de familie van de Parastenocarididae. De wetenschappelijke naam van de soort is voor het eerst geldig gepubliceerd in 2012 door Cottarelli & Bruno, in Cottarelli, Bruno, Spena & Grasso.